# Шумм, Тревор
Тре́вор Шумм (англ. Trevor Schumm; род. 1967, Эдмонтон) — австралийский кёрлингист.
В составе мужской команды Австралии участвовал в чемпионате мира 1998 и Тихоокеанском чемпионате 1997. Чемпион Австралии среди мужчин (1997).
Также играл в бейсбол, занимался в бейсбольных командах тренерской работой и поиском новых игроков (скаутингом). С 2008 стал координатором скаутов (англ. Director of Scouting) в американском бейсбольном клубе «Сан-Диего Падрес».
Родился и вырос в Канаде, в 1995 переехал в Австралию.

## Достижения
- Тихоокеанско-азиатский чемпионат по кёрлингу: золото (1997).
- Чемпионат Австралии по кёрлингу среди мужчин: золото (1997).

## Команды
| Сезон   | Четвёртый    | Третий      | Второй       | Первый       | Запасной      | Турниры           |
| ------- | ------------ | ----------- | ------------ | ------------ | ------------- | ----------------- |
| 1996—97 | Хью Милликин | Джон Терио  | Стивен Джонс | Тревор Шумм  |               | ЧАМ 1997          |
| 1996—97 | Хью Милликин | Джон Терио  | Стивен Джонс | Тревор Шумм  |               | ТАЧ 1997          |
| 1997—98 | Хью Милликин | Тревор Шумм | Джон Терио   | Стивен Джонс | Стивен Хьюитт | ЧМ 1998 (9 место) |

(скипы выделены полужирным шрифтом)